# Bernard Borderie
Bernard Borderie (Parijs, 10 juni 1924 - aldaar, 28 mei 1978) was een Frans filmregisseur die verscheidene commerciële successen op zijn naam heeft staan.

## Leven en werk

### Afkomst en eerste stappen in de filmwereld
Bernard Borderie werd geboren als de zoon van filmproducent Raymond Borderie. Hij deed ervaring op op de set van de films die zijn vader produceerde. Hij werkte vervolgens als regieassistent en draaide enkele korte films. In 1952 debuteerde hij als regisseur van langspeelfilms met de spionagefilm Les loups chassent la nuit.           

### Regisseur van bioscoopfilms

#### Lemmy Caution
In 1953 regisseerde Borderie zijn tweede langspeelfilm La Môme vert-de-gris, een heel succesrijke politiefilm. Dit was zijn eerste film met en over de koele en harde detective en geheime agent Lemmy Caution, een door Peter Cheyney bedacht romanpersonage. De rol van Lemmy Caution betekende het debuut van hoofdrolacteur Eddie Constantine. Constantine kroop daarna nog negen keer in de huid van de geheime agent. Borderie regisseerde hem nog vier keer als Lemmy  Caution, namelijk in de nog succesrijkere politiefilm Les femmes s'en balancent (1954) en in de spionagefilms Comment qu'elle est? (1960), Lemmy pour les dames (1962) en À toi de faire... mignonne (1963).

#### Le Gorille
De spionagefilm Le Gorille vous salue bien (1958) bezorgde Lino Ventura, in de rol van de sterke en sluwe Franse spion 'Le Gorille', de doorbraak. Er volgden nog twee 'gorille'-films waarvan Borderie er een regisseerde: La Valse du Gorille (1959). Roger Hanin verving echter Ventura omdat deze niet wilde worden vastgespijkerd op het personage van le Gorille.

#### Andere successen
Ondertussen verwezenlijkte Borderie nog andere films zoals 
- de komische avonturenfilm Ces dames préfèrent le mambo (1957) waarin hij Constantine castte tegenover Ventura die ook nog aan het begin van zijn carrière stond.
- enkele mantel- en degenfilms met telkens Gérard Barray in de hoofdrol. Vooral Les Trois Mousquetaires (1961) groeide uit tot een kaskraker.
- Le Caïd (1960), een van de talrijke succesvolle komedies met Fernandel, hier in de hoofdrol van een rechtschapen leerkracht filosofie die een tas met een immense som geld in de handen geduwd krijgt door een gangster die door een rivaliserende bende op de hielen wordt gezeten.

#### Angélique
In 1964 leverde Borderie Angélique, marquise des anges af, de eerste van de vijfdelige en commercieel succesvolle 'Angélique'-filmreeks. De vijf delen werden gedraaid tussen 1964 en 1968 en waren allemaal sentimenteel gekleurde avonturenfilms die zich afspeelden tegen de historische achtergrond van de 17e eeuw. De hele reeks werd al vlug cult in Frankrijk. Angélique-vertolkster Michèle Mercier deelde de affiche met de romantische held Robert Hossein. Voor Mercier vormde de serie zowel het hoogtepunt als het einde van haar carrière want ze slaagde er nooit in los te komen van die rol.

#### Einde carrière
Borderie sloot zijn filmcarrière af met nog enkele historische avonturenfilms die niet meer dezelfde bijval genoten. 

### Televisie
Tijdens de jaren zeventig, tijdens het laatste deel van zijn carrière, werkte Borderie voor de televisie. Hij bewerkte en verfilmde onder meer romans van Alexandre Dumas père (Les Mohicans de Paris), George Sand (Les Beaux Messieurs de Bois-Doré) en Myriam en Gaston de Béarn (Gaston Phébus)  tot historische, soms sentimenteel dramatische feuilletons. 

### Privéleven
Borderie overleed in 1978 op 53-jarige leeftijd aan kanker.

## Filmografie

### Bioscoopfilms

#### Regieassistent
- 1946 - Les Malheurs de Sophie (Jacqueline Audry)
- 1946 - Le Visiteur (Jean Dréville)
- 1948 - Les amoureux sont seuls au monde (Henri Decoin)
- 1948 - L'Armoire volante (Carlo Rim)
- 1949 - Au grand balcon (Henri Decoin)

#### Regisseur
- 1952 - Les loups chassent la nuit
- 1953 - La Môme vert-de-gris
- 1954 - Les femmes s'en balancent
- 1955 - Fortune carrée
- 1957 - Tahiti ou la Joie de vivre
- 1957 - Ces dames préfèrent le mambo
- 1958 - Le Gorille vous salue bien
- 1959 - Délit de fuite
- 1959 - La Valse du Gorille
- 1960 - Sergent X
- 1960 - Comment qu'elle est?
- 1960 - Le Caïd
- 1961 - Les Trois Mousquetaires
- 1962 - Lemmy pour les dames
- 1962 - Le Chevalier de Pardaillan
- 1963 - Rocambole
- 1963 - À toi de faire... mignonne
- 1964 - Hardi! Pardaillan
- 1964 - Angélique, marquise des anges
- 1965 - Merveilleuse Angélique
- 1966 - Angélique et le Roy
- 1966 - Brigade antigangs
- 1967 - Indomptable Angélique
- 1967 - Sept Hommes et une garce
- 1968 - Angélique et le Sultan
- 1969 - Catherine, il suffit d'un amour
- 1972 - À la guerre comme à la guerre

### Televisie
- 1975 - Jo Gaillard (feuilleton)
- 1973-1975 - Les Mohicans de Paris (feuilleton)
- 1976 - Les Douze Légionnaires (feuilleton)
- 1976 - Les Beaux Messieurs de Bois-Doré (feuilleton)
- 1978 - Gaston Phébus (miniserie)

- Biblioteca Nacional de España: XX1545637
- Bibliothèque nationale de France: cb14653373j (data)
- Gemeinsame Normdatei: 1018188525
- International Standard Name Identifier: 0000 0000 5934 4909
- Library of Congress Control Number: nr2001037562
- Nationale Bibliotheek van Tsjechië: ola2002153866
- Nationale Bibliotheek van Israël: 987007461688905171
- Nederlandse Thesaurus van Auteursnamen: 071596224
- Istituto Centrale per il Catalogo Unico: UBOV484096
- SNAC: w6gk41bf
- Système universitaire de documentation: 08356490X
- Virtual International Authority File: 12566059
- WorldCat: E39PBJvH7rBqwwvc7XFvD3dqQq